# 에릭 매스킨
에릭 매스킨(Eric Maskin, 1950년 12월 12일 ~ )은 미국의 경제학자이다. 메커니즘 설계 이론의 기초를 마련한 공로로 레오니트 후르비치, 로저 마이어슨 등과 함께 2007년 노벨 경제학상을 수상했다. 아담스 대학교 교수이자 하버드 대학교의 경제 및 수학 교수이다.
2011년까지 그는 고등연구소의 사회과학 교수인 앨버트 O. 허쉬먼과 프린스턴 대학의 교수 직급으로 방문 강사를 역임했다.

## 소프트웨어 특허
매스킨은 소프트웨어 특허가 발전을 촉진하기보다는 혁신을 방해한다고 이야기했다. 소프트웨어, 반도체, 컴퓨터 산업은 역사적으로 취약한 특허 보호에도 불구하고 혁신적이었다고 그는 주장했다. 이러한 산업의 혁신은 순차적이고 보완적이므로 경쟁을 통해 기업의 미래 수익이 증가할 수 있다. 이렇게 역동적인 산업에서 "특허 보호는 전반적인 혁신과 사회 복지를 감소시킬 수 있다"는 것이다. 공동 저자인 제임스 베센과 함께 매스킨은 1980년대에 특허 보호가 소프트웨어로 확장되면서 자연스러운 실험이 일어났다. "표준적인 주장은 특허 회사들 사이에서 R&D 강도와 생산성이 높아졌어야 한다고 예측한다. 그러나 우리 모델에 따르면 이러한 증가는 발생하지 않았다." 이 모델을 뒷받침하는 다른 증거에는 교차 라이선스의 독특한 패턴과 혁신 속도와 기업 진입 사이의 긍정적인 관계가 포함된다.

## 같이 보기
- 레오니트 후르비치
- 로저 마이어슨